# Широки-Дол
Широки-Дол (болг. Широки дол) — село в Болгарии. Находится в Софийской области, входит в общину Самоков. Население составляет 942 человека.

## Политическая ситуация
В местном кметстве Широки-Дол, в состав которого входит Широки-Дол, должность кмета (старосты) исполняет Георги Стойчев Терзийски (Граждане за европейское развитие Болгарии (ГЕРБ)) по результатам выборов правления кметства.
Кмет (мэр) общины Самоков — Ангел Симеонов Николов (Болгарская социалистическая партия (БСП)) по результатам выборов в правление общины.